# Helgi
Ne doit pas être confondu avec Halga.
Helgi (en vieil anglais : Helga) est un héros de la mythologie nordique.
Sans que l'on sache véritablement s'il s'agit de plusieurs Helgi ou d'une seule et même personne, il apparaît dans la Völsunga saga, ainsi que dans trois poèmes eddiques : 
- Helgakviða Hundingsbana I et Helgakviða Hundingsbana II, dans lesquels il porte le nom de Helgi Hundingsbani (en français : Helgi, meurtrier de Hundingr) ;
- Helgakviða Hjörvarðssonar, dans lequel il porte le nom de Helgi Hjörvarðsson (en français : Helgi fils de Hjörvarð).

## Biographie

### Selon Helgakviða Hundingsbana
Dans la Völsunga saga, il est le fils de Sigmundr et de Borghildr, ainsi le demi-frère du héros Sigurd. Cette mention de Helgi dans la saga était peut être une façon par l'auteur de lier le cycle de Sigurd aux poèmes eddiques qui mettent en scène un Helgi. De plus, Helgi des trois poèmes pourrait autant être une même personne que trois héros différents.

## Famille

### Mariage et enfants
Selon Helgakviða Hjörvarðssonar, Helgi épouse Sváfa et eu :
- Helvor.

## Interprétations
Dans une étude, le médiéviste allemand Franz Rolf Schröder pense que le récit de la naissance de Helgi est d'un feu qui naît d'un rocher tout comme le dieu védique Agni qui fend un rocher ou encore comme Heimdal.
Comme pour Cúchulainn, le héros de la mythologie irlandaise (celui qui a « tué le chien » de Culan), le qualificatif de Helgi « Hundingsbani » (en français : Meurtrier du descendant du chien) repose sur une formule traditionnelle « tuer le chien » (avoir de la chance, réussir). C'est ce que signifie le nom de Helgi issu de *hail-aga- « chanceux, fortuné ». La fortune est liée au feu. Plusieurs autres traits de son personnage appartiennent à la mythologie du feu.